# Холокост в Стародорожском районе
Холокост в Стародоро́жском районе — систематическое преследование и уничтожение евреев на территории Стародорожского района Минской области оккупационными властями нацистской Германии и коллаборационистами в 1941—1944 годах во время Второй мировой войны, в рамках политики «Окончательного решения еврейского вопроса» — составная часть Холокоста в Белоруссии и Катастрофы европейского еврейства.

## Геноцид евреев в районе
Стародорожский район был полностью оккупирован немецкими войсками в конце июня 1941 года, и оккупация продлилась три года — до конца июня 1944 года. Нацисты включили Стародорожский район в состав территории, административно отнесённой к зоне армейского тыла группы армий «Центр». Комендатуры — полевые (фельдкомендатуры) и местные (ортскомендатуры) — обладали всей полнотой власти в районе.
Во всех крупных деревнях района были созданы районные (волостные) управы и полицейские гарнизоны из белорусских и польских коллаборационистов.
Для осуществления политики геноцида и проведения карательных операций сразу вслед за войсками в район прибыли карательные подразделения войск СС, айнзатцгруппы, зондеркоманды, тайная полевая полиция (ГФП), полиция безопасности и СД, жандармерия и гестапо.
Одновременно с оккупацией нацисты и их приспешники начали поголовное уничтожение евреев. «Акции» (таким эвфемизмом гитлеровцы называли организованные ими массовые убийства) повторялись множество раз во многих местах. В тех населенных пунктах, где евреев убили не сразу, их содержали в условиях гетто вплоть до полного уничтожения, используя на тяжелых и грязных принудительных работах, от чего многие узники умерли от непосильных нагрузок в условиях постоянного голода и отсутствия медицинской помощи.
За время оккупации практически все евреи Стародорожского района были убиты, а немногие спасшиеся в большинстве воевали впоследствии в партизанских отрядах.
Евреев в районе убивали в Старых Дорогах, деревнях Горки, Паськова Горка, Верхутино, Языль, Синегово и других местах.
Самые массовые убийства евреев района произошли 6 августа 1941 года — в Старых Дорогах и в деревне Языль; и 19 января 1942 года — в Старых Дорогах и в деревнях Горки, Паськова Горка, Верхутино и Языль.

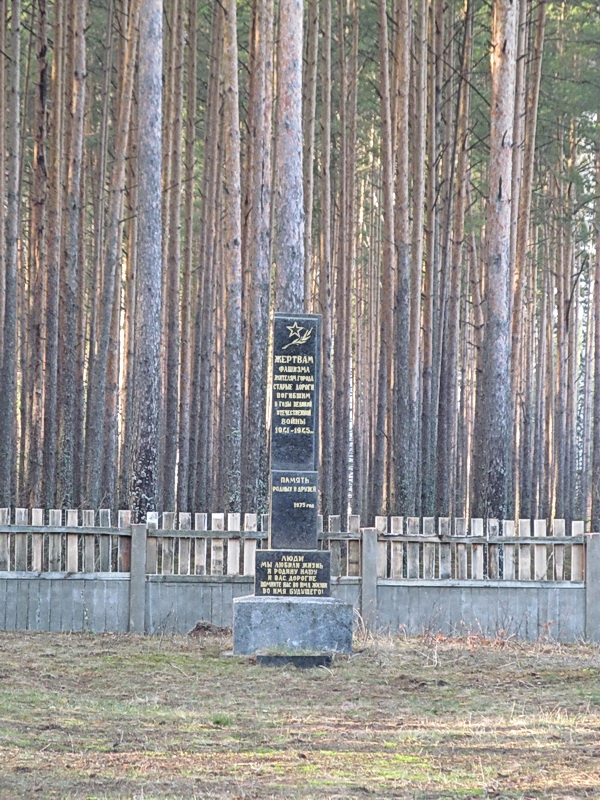
Один из памятников убитым евреям в Старых Дорогах

В деревне Горки в сентябре 1941 года вместе с другими евреями немцы расстреляли также жену Михася Лынькова — Ханну Абрамовну Аренкову, его сына Марика и его сестру Анну Тихоновну. Янка Мавр написал об этом рассказ «За что?».

## Гетто
Оккупационные власти под страхом смерти запретили евреям снимать желтые латы или шестиконечные звезды (опознавательные знаки на верхней одежде), выходить из гетто без специального разрешения, менять место проживания и квартиру внутри гетто, ходить по тротуарам, пользоваться общественным транспортом, находиться на территории парков и общественных мест, посещать школы.
Реализуя нацистскую программу уничтожения евреев, немцы создали на территории района 1 гетто — в Старых Дорогах (июль 1941 — 19 января 1942), в котором были замучены и убиты около 1500 евреев.

## Случаи спасения и «Праведники народов мира»
В Стародорожском районе 6 человек были удостоены почетного звания «Праведник народов мира» от израильского мемориального института «Яд Вашем» «в знак глубочайшей признательности за помощь, оказанную еврейскому народу в годы Второй мировой войны»:
- Шпиленя Иван и Наталья — за спасение Элькина Евгения с детьми в деревне Паськова Горка[22];
- Лыч Анна и Астрейка Мария — за спасение семьи Гельфанд и семьи Элькиных в деревне Углы[23];
- Неронский Арсений — за спасение семьи Гельфанд и семьи Элькиных в деревне Селище[24];
- Звонник Александра — за спасение Свердлова Владимира в деревне Макаричи[25].

## Память
Опубликованы неполные списки жертв геноцида евреев в Стародорожском районе — в Старых Дорогах; в деревне Верхутино и Языль; в деревне Синегово. Неполные списки узников гетто в Старых Дорогах находятся в архиве КГБ Беларуси и в Госархиве Минской области.
В Старых Дорогах установлены два памятника убитым евреям района и ещё один — общий евреям и неевреям. В Паськовой Горке на месте расстрела в 1967 году насыпан курган с мемориальной композицией и вечным огнём.
В 2002 году Иосиф Гельфанд в память о спасении своей семьи, проживавшей в местечке Паськова Горка, установил памятник около деревни Медведня.